# Фудзимото, Такао
Такао Фудзимото (яп. 藤本 孝雄; род. 17 января 1931, Такамацу) — японский государственный деятель, министр сельского хозяйства, лесных угодий и рыбного промысла (1996—1997).

## Биография
Родился 17 января 1931 года в городе Такамацу, префектура Кагава, Япония. Учился в средней школе Такамацу, а в марте 1954 года окончил юридический факультет Токийского университета.
После окончания учёбы работал в компании по ценным бумагам «Nippon Telegraph and Telephone Public Corporation», а в 1963 году был впервые избран в Палату представителей. С тех пор ему удавалось десять раз переизбираться на этот пост.
За годы своей политической карьеры он занимал посты генерального директора Агентства развития Окинавы, заместителя главного секретаря кабинета министров, а также работал в министерстве здравоохранения и социального обеспечения. В ноябре 1996 года он занял пост министра сельского хозяйства, лесных угодий и рыбного промысла в кабинете Рютаро Хасимото, пробыв на этом посту по 11 сентября 1997 года.